# A835 road
Die A835 road ist eine A-Straße in der schottischen Council Area Highland. Sie gilt vor allem im westlichen Teil als eine der landschaftlich schönsten Straßen durch die Highlands und ist Teil einer der wichtigsten Verbindungen zwischen der Ost- und der Westküste in den nordwestlichen Highlands.

## Verlauf
Die Straße beginnt an einem Kreisverkehr mit der wichtigen Nord-Süd-Verbindung der A9 und der A832 bei der kleinen Ansiedlung Tore auf der Black Isle, etwa 10 Kilometer nordwestlich von Inverness. Von dort verläuft sie weiter in nordwestlicher Richtung und passiert auf einer Ortsumgehung die Ortschaft Conon Bridge. Anschließend überquert sie den River Conon und die Far North Line, bevor sie in einem Kreisverkehr nördlich von Maryburgh die A862 kreuzt. Letztere stellt den Anschluss nach dem etwa einen Kilometer nördlich liegenden Dingwall her, der abgesehen von Inverness größten Ortschaft im Bereich der Black Isle. Die A835 verläuft anschließend auf der Nordseite des River Conon nach Westen. Bei Moy Bridge mündet die A832 ein, bei Contin die A834 von Dingwall. Die Querung des Black Waters bei Contin erfolgt seit den 1980er Jahren über einen Brückenneubau. Die zuvor genutzte Contin Bridge wurde dabei obsolet. Gemeinsam mit der A832 verläuft die A835 südlich von Strathpeffer entlang des Black Water bis zur kleinen Ortschaft Garve an der Kyle of Lochalsh Line. Während die A832 auf direktem Weg nach Westen parallel zur Kyle of Lochalsh Line über Achnasheen in Richtung Gairloch führt, folgt die A835 weiter dem Tal des Black Water nach Norden durch den Strathgarve Forest westlich des Ben Wyvis. Allmählich führt die Straße dann nach Nordwesten und am Südufer des Stausees Loch Glascarnoch entlang, gefolgt von einem kurzen Abschnitt am Nordufer von Loch Droma. Zwischen beiden Seen liegt die Wasserscheide zwischen der Nordsee und dem Atlantik westlich von Schottland. Der flache und weite Pass auf 277 m Höhe wird als Dirrie More bezeichnet. Bis Ullapool existieren entlang der Straße in diesem weitgehend unbewohnten Teil der Highlands nur einzelne Streusiedlungen.

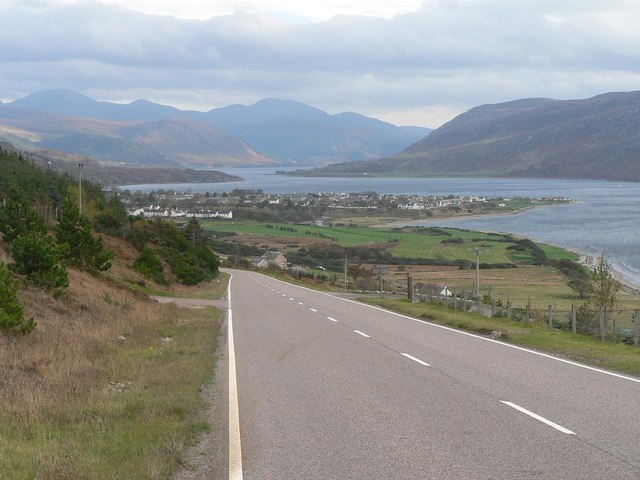
Blick aus Richtung Norden von der A835 auf Ullapool und Loch Broom

Bei Braemore Junction verläuft die Straße entlang der landschaftlich eindrucksvollen Schlucht Corrieshalloch Gorge. In Braemore Junction mündet die in einem großen Umweg entlang von Loch Maree und der Westküste geführte A832 wieder in die A835. Ab der Ansiedlung Inverlael verläuft die Straße am Ostufer von Loch Broom, einem tief ins Landesinnere führenden Sea Loch. Kurz vor dem Ende von Loch Broom liegt Ullapool, die größte Ortschaft der nordwestlichen Highlands und ein wichtiger Fährhafen für die Verbindung nach Stornoway auf den Äußeren Hebriden. In Ullapool passiert die A835 das Stadtzentrum am Rand, direkt am Ufer zweigt die lediglich knapp einen halben Kilometer lange A893 ab, die entlang der Uferpromenade zum Fährhafen führt.
Von Ullapool führt die A835 über diverse kleinere Ansiedlungen nach Norden durch das weite Strath Canaird und Assynt. Nördlich der kleinen Ortschaft Strathcanaird zweigt bei der kleinen Ansiedlung Drumrunie eine Nebenstraße in Richtung der Westküste nach Achiltibuie ab. Westlich der Straße liegt Inverpolly Forest, eine weitgehend unbewohnte und nicht von Straßen erschlossene Moor- und Heidelandschaft mit vielen Seen sowie eindrucksvollen einzeln stehenden Bergen wie dem Suilven. Kurz vor der kleinen Ortschaft Elphin liegt rechts der A835 das Besucherzentrum von Knockan Crag, einem geologischen Aufschluss der Überwerfungszone des Moine Thrust. Bei Ledmore Junction mündet die A835 schließlich in die A837, die nach Norden weiter in Richtung Lochinver verläuft und über die A894 sowie die A838 den Anschluss bis nach Durness an der schottischen Nordküste herstellt. Nach Osten führt die A837 über Strath Oykel in Richtung Lairg und Bonar Bridge sowie weiter an die Ostküste.
Die A832 besitzt eine Gesamtlänge von 106,5 km, einschließlich des gemeinsamen Abschnitts mit der A832 zwischen Moy Bridge und Garve. Im „Local Plan Wester Ross“ der Council Area soll die A835 wie auch die A832 aufgrund ihrer landschaftlichen Schönheit als „scenic route“ gesichert werden.
Zwischen Moy Bridge und Garve sowie Braemore Junction und Ledmore Junction ist die A835 Teil der Ferienstraße North Coast 500.